# Черен мангабей
Черен мангабей още черен качулат мангабей (Lophocebus aterrimus) е вид бозайник от семейство Коткоподобни маймуни (Cercopithecidae). Видът е почти застрашен от изчезване.

## Разпространение
Разпространен е в Ангола и Демократична република Конго.